# Robert Planquette
Jean Robert Planquette (1848-1903) là nhà soạn nhạc người Pháp.

## Cuộc đời và sự nghiệp
Robert Planquette bắt đầu sự nghiệp sáng tác bằng những ca khúc viết cho các tiệm cà phê-ca nhạc, sau chuyển sang sáng tác opera hài và operetta. Nổi tiếng nhất là vở operetta Những tháp chuông ở Corneville.

## Sáng tác
Robert Planquette đã viết:
- Khoảng 20 vở opera hài và operetta, nổi bật là:

- Những tháp chuông ở Corneville (1877)
- Rip Van Winkle (1882)
- Colombina (1884)
- Surcouf (1887)
- Panurge (1895)

- Các ca khúc

## Danh mục tác phẩm
- Méfie-toi de Pharaon, one act, 1872, Eldorado
- Le serment de Mme Grégoire, 1874, Eldorado
- Paille d'avoine, one act, ngày 12 tháng 3 năm 1874, Théâtre des Délassements-Comiques
- Le valet de coeur, saynète, one act, 1875, Alcazar d'Eté
- Le péage, c 1876, Eldorado
- Les cloches de Corneville, opéra comique, four acts, ngày 19 tháng 4 năm 1877, Théâtre des Folies-Dramatiques
- Le chevalier Gaston, one act, ngày 8 tháng 2 năm 1879, Opéra, Monte Carlo
- Les voltigeurs de la 32ème, three acts, ngày 7 tháng 1 năm 1880, Renaissance
- La cantinière, three acts, ngày 26 tháng 10 năm 1880, Théâtre de Nouveautés
- Rip van Winkle (Rip-Rip), three acts, ngày 14 tháng 10 năm 1882, Comedy Theatre, London
- Les chevaux-légers, one act, 1882
- Nell Gwynne (La princesse Colombine), three acts, ngày 7 tháng 2 năm 1884, Avenue Theatre, London
- La crémaillere, three acts, ngày 28 tháng 11 năm 1885, Nouveautés
- Surcouf, three acts, ngày 6 tháng 10 năm 1887, Folies-Dramatiques
- Captain Thérése, 1887, three acts, ngày 25 tháng 8 năm 1890, Prince of Wales Theatre, London
- La cocarde tricolore, three acts, ngày 12 tháng 2 năm 1892, Folies-Dramatiques
- Le talisman, three acts, ngày 20 tháng 1 năm 1893, Théâtre de la Gaîté
- Les vingt-huit jours de Champignolette, ngày 17 tháng 9 năm 1895, République
- Panurge, 1895, three acts, ngày 22 tháng 11 năm 1895, Gaîté
- Mam'zelle Quat'sous, four acts, ngày 19 tháng 4 năm 1897 Gaîté
- Le fiancé de Margot, one act, 1900
- Le paradis de Mahomet, three acts, completed by Louis Ganne, ngày 15 tháng 5 năm 1906, Variétés